# Синделци
Синделци (болг. Синделци) — село в Болгарии. Находится в Кырджалийской области, входит в общину Момчилград. Население составляет 340 человек.

## Политическая ситуация
В местном кметстве Синделци, в состав которого входит Синделци, должность кмета (старосты) исполняет Шерифе Акиф Ариф (Движение за права и свободы (ДПС)) по результатам выборов правления кметства.
Кмет (мэр) общины Момчилград — Ердинч Исмаил Хайрула (Движение за права и свободы (ДПС)) по результатам выборов в правление общины.